# 海軍兵学校 (ノルウェー)
ノルウェーの海軍兵学校（Sjøkrigsskolen）について解説する。
ノルウェーの海軍兵学校は、1817年10月27日に設立され、現在はベルゲンに所在している。ノルウェー海軍のために士官教育を施すことを目的としている。

## 歴史
海軍兵学校の前身は、1701年にコペンハーゲンに設立されたデンマーク＝ノルウェー海軍向けの士官教育機関 Søcadet-Akademietである。1814年のデンマーク＝ノルウェー連合の解体後、1817年に王立ノルウェー海軍士官教育所(Kongelige Norske Søcadet-Institut)が主要海軍基地であったフレデリスクハーン(Frederiksvern)に開設されている。1864年に海軍基地と士官教育所はホルテン(Horten)に移動し、1940年まで機能していた。第二次世界大戦中はナチス・ドイツの北欧侵攻により、ノルウェー全土が占領され、1941年に臨時の兵学校がロンドンで開設された。大戦後、兵学校はオスロに開設されたが、1960年にベルゲンに移動している。

## 学位など
兵学校は、ノルウェーの大学の中で独自の位置付けにある。大学レベルの講義を行っていると評価され、学士の資格を得ることができる。修士号についてはオスロにある国防大学において得ることができるが、文民の大学院においても取得している士官もいる。